# Xerotia arabica
Xerotia arabica es la única especie del género monotípico Xerotia de la familia de las cariofiláceas. Es  originaria de  Hadramaut donde se encuentra en las llanuras arenosas entre Gahfit y Sibeh.

## Taxonomía
Xerotia arabica fue descrita por   Daniel Oliver y publicado en Hooker's Icones Plantarum 24: sub t. 2359. 1895.